# RapidShare
RapidShare was een hostingbedrijf dat eerst zowel gratis als betaald maar later alleen betaalde hosting aanbood. Het bedrijf was Duits, maar opereerde vanuit Zwitserland.
RapidShare was een van de grootste webhosters ter wereld en hostte miljoenen bestanden op de servers. Het behoorde tot de top 20 meest bezochte websites volgens  Alexa en was hiermee de populairste bestandshoster. Oorspronkelijk maakte RapidShare gebruik van de Duitse domeinnaam rapidshare.de. Eind 2006 werd ook de .com-versie ingevoerd. In maart 2010 werd rapidshare.de afgevoerd en vervangen door rapidshare.com. RapidShare had in april 2008 een totale snelheid van 240 gigabit per seconde en 5,4 petabyte aan opslag.
De filelockerdienst Rapidshare heeft aangekondigd te stoppen met zijn omslagdoeken per 31 maart 2015. Tot 28 februari 2015 bleven de Standards Plus- en Premium-abonnementen actief. Na 31 maart werden alle accounts en data verwijderd en werd de dienst ontoegankelijk gemaakt.

## Gratis accounts
Voorheen waren er ook gratis RapidShare-accounts verkrijgbaar. RapidShare werd toen volledig gefinancierd door betalende gebruikers. Betalende gebruikers konden grotere bestanden uploaden, sneller downloaden en hoefden niet te wachten voordat ze konden downloaden. Ook konden betalende gebruikers meerdere bestanden tegelijk downloaden en werden hun geüploade bestanden nooit verwijderd.
Momenteel zijn er enkel accounts verkrijgbaar tegen betaling.

## Misbruik
Als grootste bestandshoster probeert de website op meerdere manieren misbruik van bandbreedte door gebruikers tegen te gaan. Zo werd geëxperimenteerd met verschillende types CAPTCHA.

## Zoekmachines
Rapidshare houdt niet bij welke bestanden worden geüpload. Iemand die een bestand uploadt krijgt een unieke URL waarmee hij toegang heeft tot het bestand. Het staat een uploader vrij deze URL wel of niet met anderen te delen of openbaar te maken. Om die reden is er geen centraal register van geüploade bestanden en Rapidshare verschaft geen zoekmachine. Omdat de URL's vaak acroniemen of andere, tamelijk willekeurige afkortingen gebruiken die verwijzen naar de inhoud van een bestand, geven conventionele zoekmachines vaak een pover resultaat. Alleen Filecrop lijkt een redelijk bruikbare zoekmachine voor Rapidshare (en voor Megaupload and Hotfile).